# Ullrich Meier
Ullrich Meier (* 29. Juli 1955 in Zeitz) ist ein deutscher Politiker der CDU.
Nach seinem Abitur studierte Meier Humanmedizin an der Humboldt-Universität zu Berlin, legte das Staatsexamen ab und promovierte zum Dr. med. Von 1983 bis 1988 absolvierte er daraufhin die Facharztausbildung für Neurochirurgie, danach leitete er im Krankenhaus im Bezirk Friedrichshain den Bereich Intensivüberwachung. 1990 übernahm er dort den Posten des Oberarztes in der Abteilung für Neurochirurgie. Von 1977 bis 1989 gehörte er dem FDGB an. 
1989 trat Meier in die CDU der DDR ein. 1990 übernahm er das Amt des Ortsverbandsvorsitzenden und übernahm zudem einen Posten im Kreisvorstand seiner Partei. Von Mai bis Dezember 1990 gehörte er der Ost-Berliner Stadtverordnetenversammlung an. Nach der Wiedervereinigung wurde er in das Abgeordnetenhaus von Berlin gewählt. In beiden Parlamenten fungierte er als gesundheitspolitischer Sprecher seiner Fraktion. Dem Abgeordnetenhaus gehörte er bis 2001 an.